# مقاطعة شهرضا
مقاطعة شهرضا (بالفارسية: شهرستان شهرضا) هي إحدى مقاطعات محافظة أصفهان في إيران. عاصمة المقاطعة هي شهرضا. حسب تعداد 2006، بلغ عدد السكان 139,702 نسمة في 38,929 عائلة.